# رمی مرتنس
رمی مرتنس (انگلیسی: Rémy Maertens; تاریخ ورودی نامعتبر است – ۱ ژانویهٔ ۲۰۰۰) از برندگان مدال‌های المپیک تابستانی اهل بلژیک بود.